# Guy Mbenza
Guy Mbenza (Brazzaville, 1 april 2000) is een Congolees voetballer.

## Clubcarrière
Mbenza kwam in Congo-Brazzaville uit voor JS Poto-Poto, AC Léopards, CS La Mancha en AS Otohô. In december 2018 tekende hij bij de Tunesische eersteklasser Stade Tunisien. Daar wekte hij al snel interesse uit Europa. In januari 2020 maakte hij de overstap naar de Belgische eersteklasser Cercle Brugge, dat 450.000 euro voor hem betaalde.
In zijn eerste halve seizoen, dat vanwege de coronapandemie werd ingekort, kwam Mbenza niet aan spelen toe bij Cercle Brugge. Op de openingsspeeldag van het seizoen 2020/21 maakte hij tegen Standard Luik zijn officiële debuut voor de club. In zijn tweede wedstrijd scoorde hij tweemaal tegen Antwerp FC, waardoor Cercle Brugge de wedstrijd met 2-1 won. Anderhalve maand later, op 5 oktober 2020, maakte hij de overstap naar uitgerekend Antwerp, waar hij een contract voor drie seizoenen ondertekende.
Op 16 februari 2021 leende Antwerp hem uit aan de Zwitserse tweedeklasser FC Stade Lausanne-Ouchy. Mbenza had op dat moment nog maar twee officiële wedstrijden voor Antwerp gespeeld: in de competitie was hij op de vijftiende speeldag twintig minuten voor tijd ingevallen tegen KRC Genk, en in de Beker van België kreeg hij een basisplaats tegen RAAL La Louvière (waarin hij goed was voor een doelpunt). Mbenza scoorde in vijftien competitiewedstrijden zevenmaal voor Stade Lausanne, drie daarvan scoorde hij in de 3-0-zege tegen FC Chiasso.
Doordat Lasanne-Ouchy geen aankoopoptie had bedongen, keerde Mbenza op het einde van het seizoen terug naar Antwerp, waar hij in de B-kern belandde. Hij werd genoemd bij RFC Seraing en RWDM, maar vertrok uiteindelijk opnieuw naar het buitenland. Eerst leek hij op weg naar de Turkse tweedeklasser Kocaelispor, maar uiteindelijk was het de Marokkaanse topclub Wydad Casablanca die hem op huurbasis binnenhaalde – ditmaal mét aankoopoptie.
Ook bij Wydad Casablanca vond hij vlot de weg naar doel. In 28 competitiewedstrijden scoorde hij zestien keer, waarmee hij zich tot topschutter van de Botola Maroc Telecom kroonde. Hij droeg zo een aardig steentje bij aan de landstitel van de club. Mbenza won in het seizoen 2021/22 ook de CAF Champions League met Wydad Casablanca. De Congolees scoorde drie keer tijdens het toernooi: in de eerste groepswedstrijd tegen GD Sagrada Esperança legde hij de 3-0-eindscore vast, in de kwartfinale tegen CR Belouizdad scoorde hij het enige doelpunt van de dubbele confrontatie, en in de halve finale tegen Petro de Luanda legde hij in de heenwedstrijd de 1-3-eindscore vast.

## Clubstatistieken
| Seizoen     | Club                      | Competitie         | Competitie | Competitie | Competitie | Beker | Beker | Beker | Internationaal | Internationaal | Internationaal | Totaal | Totaal | Totaal |
| Seizoen     | Club                      | Competitie         | Wed.       | Dlp.       | Ass.       | Wed.  | Dlp.  | Ass.  | Wed.           | Dlp.           | Ass.           | Wed.   | Dlp.   | Ass.   |
| ----------- | ------------------------- | ------------------ | ---------- | ---------- | ---------- | ----- | ----- | ----- | -------------- | -------------- | -------------- | ------ | ------ | ------ |
| 2016/17     | AC Léopards               | Premier League     | ?          | ?          | ?          | ?     | ?     | ?     | 4              | 0              | 0              | 4      | 0      | 0      |
| Club Totaal | Club Totaal               | Club Totaal        | 0          | 0          | 0          | 0     | 0     | 0     | 4              | 0              | 0              | 4      | 0      | 0      |
| 2017/18     | CS La Mancha              | Premier League     | ?          | ?          | ?          | ?     | ?     | ?     | 4              | 2              | 0              | 4      | 2      | 0      |
| Club Totaal | Club Totaal               | Club Totaal        | 0          | 0          | 0          | 0     | 0     | 0     | 4              | 2              | 0              | 4      | 2      | 0      |
| 2018/19     | AS Otohô                  | Premier League     | ?          | ?          | ?          | ?     | ?     | ?     | 2              | 0              | 0              | 2      | 0      | 0      |
| Club Totaal | Club Totaal               | Club Totaal        | 0          | 0          | 0          | 0     | 0     | 0     | 2              | 0              | 0              | 2      | 0      | 0      |
| 2018/19     | Stade Tunisien            | Ligue I Pro        | 13         | 5          | 0          | 1     | 0     | 0     | —              | —              | —              | 14     | 5      | 0      |
| 2019/20     | Stade Tunisien            | Ligue I Pro        | 12         | 6          | 1          | 0     | 0     | 0     | —              | —              | —              | 12     | 6      | 1      |
| Club Totaal | Club Totaal               | Club Totaal        | 25         | 11         | 1          | 1     | 0     | 0     | 0              | 0              | 0              | 26     | 11     | 1      |
| 2020/21     | Cercle Brugge             | Jupiler Pro League | 2          | 2          | 0          | 0     | 0     | 0     | —              | —              | —              | 2      | 2      | 0      |
| Club Totaal | Club Totaal               | Club Totaal        | 2          | 2          | 0          | 0     | 0     | 0     | 0              | 0              | 0              | 2      | 2      | 0      |
| 2020/21     | Royal Antwerp             | Jupiler Pro League | 1          | 0          | 0          | 1     | 1     | 0     | —              | —              | —              | 2      | 1      | 0      |
| Club Totaal | Club Totaal               | Club Totaal        | 1          | 0          | 0          | 1     | 1     | 0     | 0              | 0              | 0              | 2      | 1      | 0      |
| 2020/21     | → FC Stade Lausanne-Ouchy | Challenge League   | 15         | 7          | 2          | 0     | 0     | 0     | —              | —              | —              | 15     | 7      | 2      |
| Club Totaal | Club Totaal               | Club Totaal        | 15         | 7          | 2          | 0     | 0     | 0     | 0              | 0              | 0              | 15     | 7      | 2      |
| 2021/22     | → Wydad Casablanca        | Botola Pro Inwi    | 28         | 16         | 3          | 2     | 1     | 0     | 11             | 3              | 1              | 41     | 20     | 4      |
| Club Totaal | Club Totaal               | Club Totaal        | 28         | 16         | 3          | 2     | 1     | 0     | 11             | 3              | 1              | 41     | 20     | 4      |
| 2022/23     | Al-Tai                    | Saudi Pro League   | 25         | 10         | 4          | 1     | 0     | 0     | —              | —              | —              | 26     | 10     | 4      |
| Club Totaal | Club Totaal               | Club Totaal        | 25         | 10         | 4          | 1     | 0     | 0     | 0              | 0              | 0              | 26     | 10     | 4      |
| TOTAAL      | TOTAAL                    | TOTAAL             | 96         | 46         | 10         | 5     | 2     | 0     | 21             | 5              | 1              | 122    | 53     | 11     |

## Interlandcarrière
Mbenza maakte op 11 januari 2017 zijn debuut voor Congo-Brazzaville tijdens een vriendschappelijke interland tegen Senegal. Zijn tweede interland speelde hij pas twee jaar later, op 24 maart 2019 tegen Zimbabwe. Op 9 juni 2021 scoorde hij tegen Niger zijn eerste interlandgoal.

### Interlands
| Interlands van Guy Mbenza voor Congo-Brazzaville | Interlands van Guy Mbenza voor Congo-Brazzaville | Interlands van Guy Mbenza voor Congo-Brazzaville | Interlands van Guy Mbenza voor Congo-Brazzaville | Interlands van Guy Mbenza voor Congo-Brazzaville | Interlands van Guy Mbenza voor Congo-Brazzaville |
| No.                                              | Datum                                            | Wedstrijd                                        | Uitslag                                          | Soort Wedstrijd                                  | Doelpunten                                       |
| Als speler bij AC Léopards                       | Als speler bij AC Léopards                       | Als speler bij AC Léopards                       | Als speler bij AC Léopards                       | Als speler bij AC Léopards                       | Als speler bij AC Léopards                       |
| ------------------------------------------------ | ------------------------------------------------ | ------------------------------------------------ | ------------------------------------------------ | ------------------------------------------------ | ------------------------------------------------ |
| 1.                                               | 11 januari 2017                                  | Congo-Brazzaville – Senegal                      | 0 – 2                                            | Vriendschappelijk                                | -                                                |
| Als speler bij Stade Tunisien                    |                                                  |                                                  |                                                  |                                                  |                                                  |
| 2.                                               | 24 maart 2019                                    | Zimbabwe – Congo-Brazzaville                     | 2 – 0                                            | Kwalificatie Afrika Cup 2019                     | -                                                |
| Als speler bij Antwerp FC                        |                                                  |                                                  |                                                  |                                                  |                                                  |
| 3.                                               | 9 oktober 2020                                   | Gambia – Congo-Brazzaville                       | 1 – 0                                            | Vriendschappelijk                                | -                                                |
| Als speler bij FC Stade Lausanne-Ouchy           |                                                  |                                                  |                                                  |                                                  |                                                  |
| 4.                                               | 26 maart 2021                                    | Congo-Brazzaville – Senegal                      | 0 – 0                                            | Kwalificatie Afrika Cup 2021                     | -                                                |
| 5.                                               | 30 maart 2021                                    | Guinee-Bissau – Congo-Brazzaville                | 3 – 0                                            | Kwalificatie Afrika Cup 2021                     | -                                                |
| 6.                                               | 9 juni 2021                                      | Niger – Congo-Brazzaville                        | 0 – 1                                            | Vriendschappelijk                                | 32'                                              |
| Als speler bij Antwerp FC                        |                                                  |                                                  |                                                  |                                                  |                                                  |
| 7.                                               | 2 september 2021                                 | Namibië – Congo-Brazzaville                      | 1 – 1                                            | Kwalificatie WK 2022                             | -                                                |
| Als speler bij Wydad Casablanca                  |                                                  |                                                  |                                                  |                                                  |                                                  |
| 8.                                               | 7 september 2021                                 | Congo-Brazzaville – Senegal                      | 1 – 3                                            | Kwalificatie WK 2022                             | -                                                |
| 9.                                               | 9 oktober 2021                                   | Togo – Congo-Brazzaville                         | 1 – 1                                            | Kwalificatie WK 2022                             | -                                                |
| 10.                                              | 12 oktober 2021                                  | Congo-Brazzaville – Togo                         | 1 – 2                                            | Kwalificatie WK 2022                             | 71'                                              |
| 11.                                              | 11 november 2021                                 | Congo-Brazzaville – Namibië                      | 1 – 1                                            | Kwalificatie WK 2022                             | 54'                                              |
| 12.                                              | 14 november 2021                                 | Senegal – Congo-Brazzaville                      | 2 – 0                                            | Kwalificatie WK 2022                             | -                                                |
| 13.                                              | 25 maart 2022                                    | Congo-Brazzaville – Zambia                       | 1 – 3                                            | Vriendschappelijk                                | 34'                                              |
| 14.                                              | 29 maart 2022                                    | Congo-Brazzaville – Sierra Leone                 | 1 – 2                                            | Vriendschappelijk                                | -                                                |
| 15.                                              | 4 juni 2022                                      | Mali – Congo-Brazzaville                         | 4 – 0                                            | Kwalificatie Afrika Cup 2023                     | -                                                |
| 16.                                              | 8 juni 2022                                      | Congo-Brazzaville – Gambia                       | 1 – 0                                            | Kwalificatie Afrika Cup 2023                     | -                                                |
| Totaal                                           | Totaal                                           | Totaal                                           | Totaal                                           | Totaal                                           | 4                                                |
| Bijgewerkt tot 15 juli 2022.                     |                                                  |                                                  |                                                  |                                                  |                                                  |

## Erelijst
| Kampioen Botola Maroc Telecom | 1x | 2021/22 |
| CAF Champions League          | 1x | 2021/22 |

| Individueel                      |    |         |
| Topschutter Botola Maroc Telecom | 1x | 2021/22 |